# Eva Swedenmark

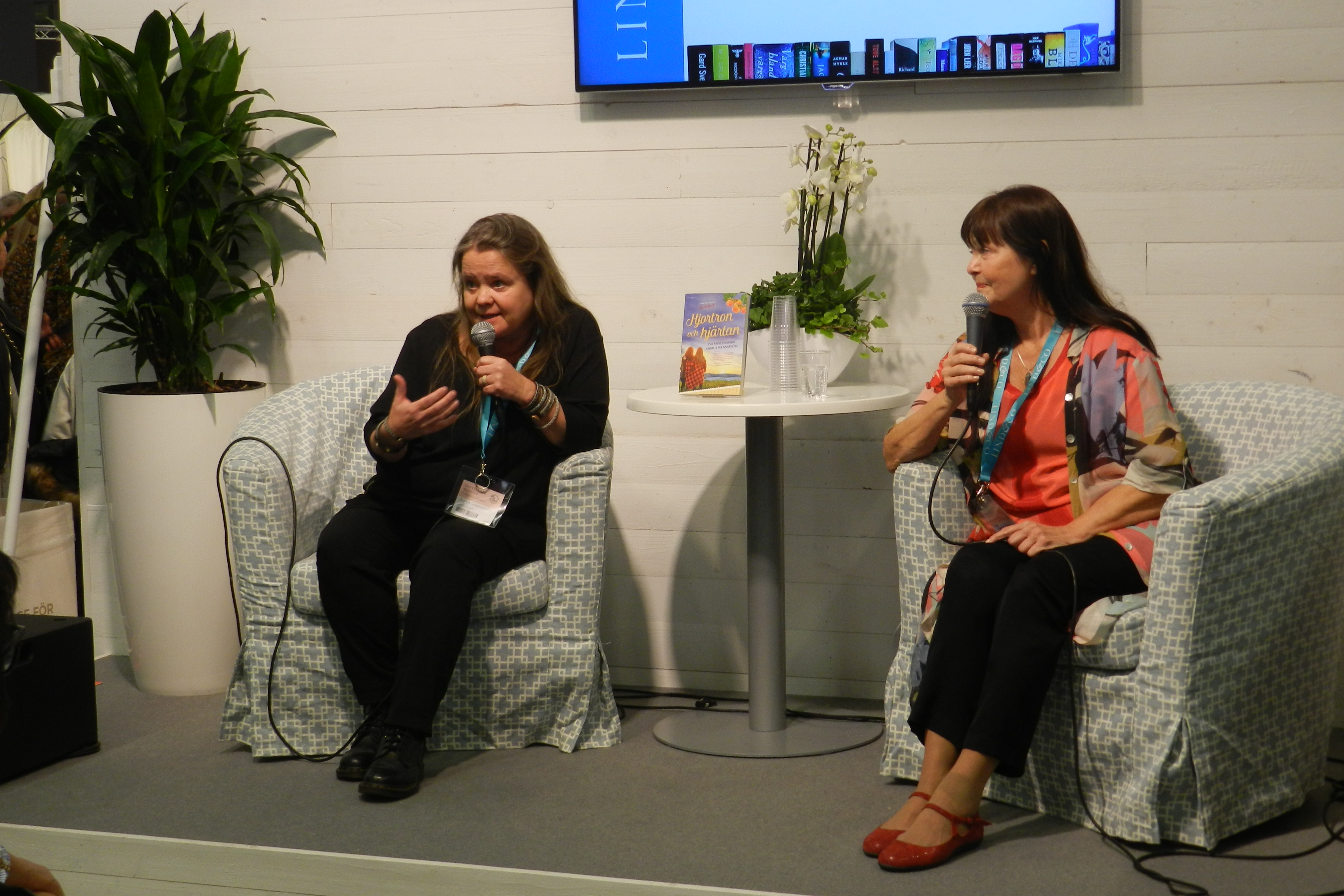
Eva Swedenmark tillsammans med Annica Wennström på bokmässan i Göteborg 2019.

Eva Birgitta Swedenmark, född 22 februari 1944 i Sundsvall, är en svensk journalist och författare. 

## Biografi
Eva Swedenmark är dotter till Gulli Andersson och Gösta Swedenmark, kåsör och annonschef på Dagbladet Nya Samhället. Hon är syster till Peter Swedenmark och John Swedenmark.
Hon avlade studentexamen 1964 och studerade vid Stockholms universitet 1964–1967. Åren 1967–1971 var hon  frilansjournalist, bland annat i Paris 1969. Hon blev sedan fast anställd journalist på Aktuellt i Politiken 1971–1974, chefredaktör för Morgonbris 1974–1979, redaktionssekreterare på kulturtidskriften Fönstret 1979–1980 och redaktör/chefredaktör där 1980–2004.
Swedenmark är också en del i författartrion Emma Vall. Hon var med och bildade Föreningen för Enskedespelet 1981 och ansvarade under flera år för föreningens tidskrift Scenaste. Swedenmark fick 2005 Sundsvalls kommuns hederspris för sitt författarskap. 

### Romaner för vuxna
- Serien: De fyras gäng:
  - Om ni inte börjar leva gör jag slut  2016
  - Se upp med du önskar, 2017
  - Bortom all genans,  2018
- Paris Passion, 2017, fristående autofiktiv roman
- Serien om människorna kring secondhandbutiken Syster Yster:
  - Själen har inga rynkor
  - Kärlek har ingen ålder,
  - Passionen har inga gränser
  - Livet har inget bäst före
- Förfärande Ängel med Johan Eneroth, Förlag 404 och Lind & co

### Egna böcker för barn och ungdom
- Mopedsommar, Alfabeta 1999
- Hemligheter, Alfabeta 2001
- Lena flyttar, 2002, Alfabeta 2002
- Jag vågar, vågar du? Alfabeta förlag 2003
- Böckerna om Gabrielle: Frusna ögonblick, Opal förlag 2005
- Är du glad, Gabrielle? Opal september 2007
- Serien om Johanna: Man överlever, jag lovar Alfabeta september 2005
- Ensamma på sommarön Alfabeta, februari 2007
- Mellan två världar, tredje boken om Johanna, Alfabeta 2009

### Facklitteratur
- Krossa glastaket, makthandbok för kvinnor, Bilda förlag 1997, Emma Vall
- Folkbildningens 50-tal, Bilda förlag 2006, Eva Swedenmark
- Kärlek och käk, Förlag 404, 2010, med Annica Wennström

### Kriminalromaner i serien om Amanda Rönn
Med Maria Herngren och Annica Wennström, under pseudonymen Emma Vall 
- Kattjakt, Alfabeta 1998, Emma Vall, serien om Amanda Rönn 1
- Änglavakt Alfabeta 1999, Emma Vall serien om Amanda Rönn 2
- Vänskapspakt Alfabeta 2000 Emma Vall serien om Amanda Rönn 3
- Stilla flyter ån Alfabeta 2000 Emma Vall serien om Amanda Rönn 4
- Slutpunkten, Alfabeta 2002 serien om Amanda Rönn 5
- Förfärande är var Ängel, Förlag 404, 2012, med Johan Eneroth
- Det hemliga rummet, Linds förlag,  2018, med Annica Wennström

### Bärserien
(Romaner skrivna tillsammans med Annica Wennström)
- Smultron och svek, nyutgiven av Lind o co, 2017
- Vinbär och vemod , nyutgiven av Lind o co, 2017
- Hallon och hat, nyutgiven av Lind o co, 2017
- Lingon och lust, nyutgiven av Lind o co, 2017
- Hjortron och hjärtan, 2019, på Lind o co
- Rönnbär och Romantik, 2020, Lind o co
- Mistlar och mys, 2021 Lind o co

### För barn och ungdom
Med Annica Wennström och Maria Herngren, under pseudonymen Emma Vall.
- Flickan i medaljongen Alfabeta 1998
- Egna spår Alfabeta 1999
- Sabotage  Alfabeta 2000
- Bränd bild, Alfabeta 2003
- Farligt vatten Alfabeta, 2004
- Spår i snö Opal, 2006
- Upp i rök 2008
- Dolt i färg, Opal 2010,
- Papparesan, medförfattare Maria Herngren, Opal, 2008
- Till havs med Black Bird  med Maria Herngren Opal 2009
- Sopkungen, Opal 2011 med Maria Herngren
- Högt tempo, skriven tillsammans med klass 5 B i Bredsand tillsammans med Annica Wennström i Kultur i skola projekt 2015

### Dramatik
- Ingen ska gå hem opratad, 1975 (medförfattare Kent Ekberg)
- Emma i Ringbyggningen, 1978 (medförfattare Gösta Swedenmark, se Katas döttrar)
- Enskedespelet 1983-84 (medförfattare)

### Talluddenserien, Linds förlag
- Arvegodset, 2022 med Annica Wennström
- Villa Sommarvind 2023